# F. Ryan Duffy

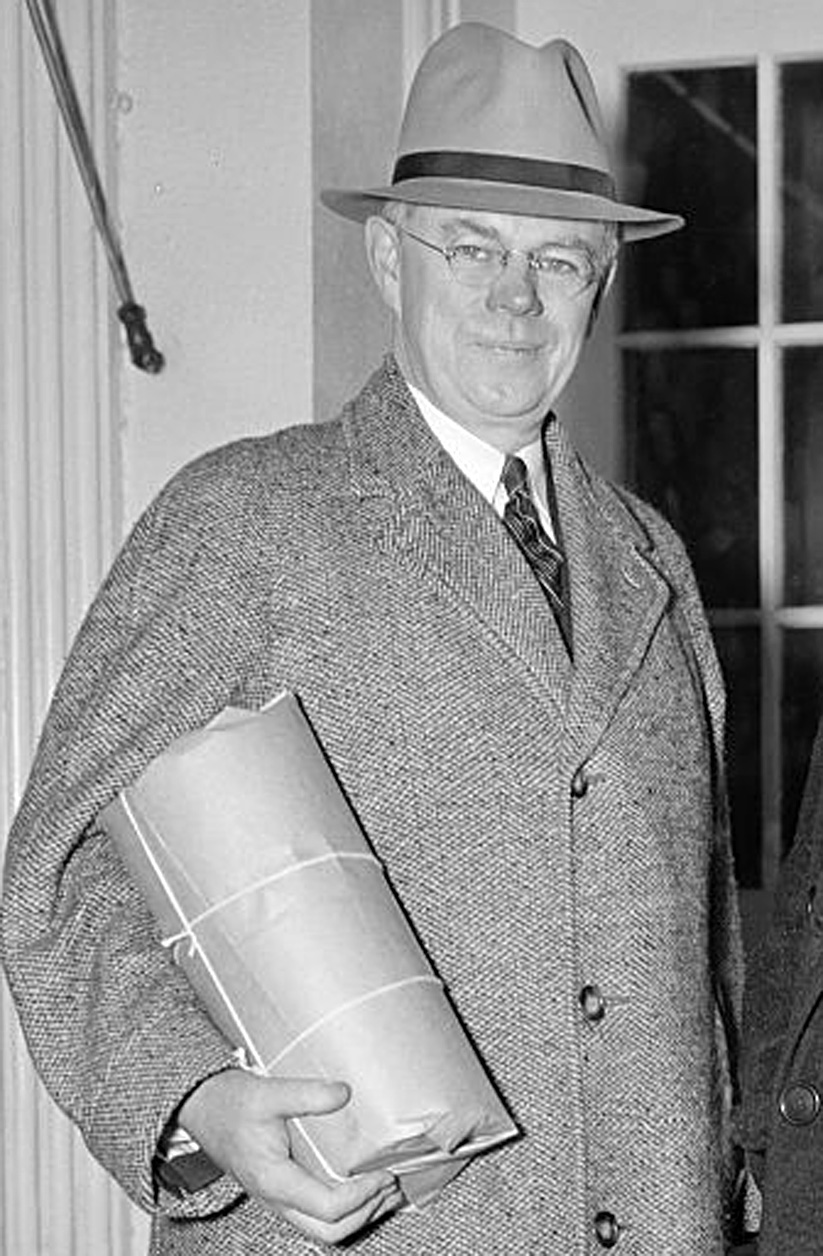
F. Ryan Duffy (1938)

Francis Ryan Duffy (* 23. Juni 1888 in Fond du Lac, Wisconsin; † 16. August 1979 in Milwaukee, Wisconsin) war ein US-amerikanischer Jurist und Politiker (Demokratische Partei), der den Bundesstaat Wisconsin im US-Senat vertrat. Danach wurde er Bundesrichter am Bundesbezirksgericht für den östlichen Distrikt von Wisconsin sowie später am Bundesberufungsgericht für den siebten Gerichtskreis.
Nach dem Schulbesuch schrieb sich Ryan Duffy an der University of Wisconsin–Madison ein und machte dort 1910 seinen Abschluss. 1912 folgte das juristische Examen an der Law School dieser Universität. Im selben Jahr wurde er in die Anwaltskammer aufgenommen und begann in seinem Heimatort Fond du Lac als Jurist zu praktizieren. Während des Ersten Weltkrieges diente er ab 1917 in der US Army; bei seinem Abschied im Jahr 1919 hatte er den Rang eines Majors erreicht. Danach kehrte er in seine Kanzlei nach Fond du Lac zurück.
Ohne zuvor ein politisches Amt bekleidet zu haben, wurde Duffy 1932 von den Demokraten für die Wahl zum US-Senat aufgestellt. Er traf auf den Republikaner John B. Chapple, der zuvor in der Primary seiner Partei Amtsinhaber John J. Blaine bezwungen hatte, und setzte sich gegen diesen durch, woraufhin er am 4. März 1933 in den Kongress einzog. Beim Versuch der Wiederwahl scheiterte er seinerseits sechs Jahre später am Republikaner Alexander Wiley, weshalb er seinen Senatssitz am 3. Januar 1939 abgeben musste.
In der Folge konzentrierte Duffy sich wieder auf seine juristische Karriere. Er wurde von Präsident Franklin D. Roosevelt als Richter am United States District Court for the Eastern District of Wisconsin nominiert und übte dieses Amt nach der Bestätigung durch den Senat in der Nachfolge von Ferdinand August Geiger von 1939 bis 1949 aus. Danach wechselte er als Nachfolger des verstorbenen Evan Alfred Evans an den United States Court of Appeals for the Seventh Circuit, dem er von 1954 bis 1959 als Chief Judge vorstand. Im Jahr 1966 wechselte er in den Senior Status, blieb dem Gericht aber durch diese Halb-Pensionierung bis zu seinem Tod im August 1979 als Mitglied erhalten. Sein Sitz fiel an Thomas E. Fairchild.